# Lego Space
Lego Space  er en produktlinje produceret af den danske legetøjskoncern LEGO. Temaet inkluderer astronauter, rumskibe og udenjordisk liv. Det blev oprindeligt lanceret i 1978, og er dermed et af de ældste og mest omfattende temaer i Lego produktportefølje. Det har siden været aktivt af mange omgange og har haft adskillige undertemaer, og hele temaet indeholder over 200 sæt. Det blev markedsført under Legoland-banneret indtil det blev en del af Lego System i 1992.

## Oversigt over temaer
| År        | Skurke             | Civile             | Helte              |
| --------- | ------------------ | ------------------ | ------------------ |
| 1978–1987 | Classic Space      | Classic Space      | Classic Space      |
| 1987–1988 | Blacktron (I)      | Futuron            |                    |
| 1989      | Blacktron (I)      | Futuron            | Space Police (I)   |
| 1990      | Blacktron (II)     | Futuron / M:Tron   | Space Police (I)   |
| 1991      | Blacktron (II)     | M:Tron             | Space Police (I)   |
| 1992      | Blacktron (II)     | M:Tron             | Space Police (II)  |
| 1993      | Blacktron (II)     | Ice Planet 2002    | Space Police (II)  |
| 1994–1995 | Spyrius            | Ice Planet 2002    | Unitron            |
| 1996-1997 | Spyrius            | Exploriens         | Unitron            |
| 1997      | UFO                | Exploriens         | Roboforce          |
| 1998      | UFO / Insectoids   |                    | Roboforce          |
| 1999      | Insectoids         |                    |                    |
| 2000      | Insectoids         |                    |                    |
| 2001      |                    | Life on Mars       |                    |
| 2007–2008 | Mars Mission       | Mars Mission       | Mars Mission       |
| 2009–2010 | Space Police (III) | Space Police (III) | Space Police (III) |
| 2011      | Alien Conquest     | Alien Conquest     | Alien Conquest     |
| 2013      | Galaxy Squad       | Galaxy Squad       | Galaxy Squad       |